# Републикански път III-1106
Републикански път IIІ-1106 е третокласен път, част от Републиканската пътна мрежа на България, преминаващ изцяло по територията на Плевенска област. Дължината му е 18,7 km.
Пътят се отклонява надясно при 198,3 km на Републикански път II-11 югоизточно от град Гулянци и се насочва на юг през Средната Дунавска равнина. Преминава последователно през селата Шияково, Ленково и Бръшляница и югозападно от село Коиловци се свързва с Републикански път II-34 при неговия 6,6 km.
| Пътища, отклоняващи се надясно (населено място, № на пътя, посока на пътя) | km   | Пътища, отклоняващи се наляво (посока на пътя, № на пътя, населено място) |
| -------------------------------------------------------------------------- | ---- | ------------------------------------------------------------------------- |
| Община Гулянци, II-11, 198,3 km →                                          | 0,0  | → 198,3 km, II-11, Община Гулянци                                         |
| (за с. Крета) общински път ←                                               | 0,7  |                                                                           |
| с. Шияково                                                                 | 2,7  | → с. Шияково, общински път (за с. Милковица)                              |
| с. Ленково                                                                 | 6,6  | с. Ленково                                                                |
| Община Плевен                                                              | 9    | Община Плевен                                                             |
| с. Бръшляница                                                              | 10,5 | с. Бръшляница                                                             |
| (от 80,1 km на I-3) II-34, 6,6 km →                                        | 18,7 | → 34,4 km, II-34 (до гр. Никопол)                                         |